# Henri Delaborde
Pour les articles homonymes, voir Delaborde.

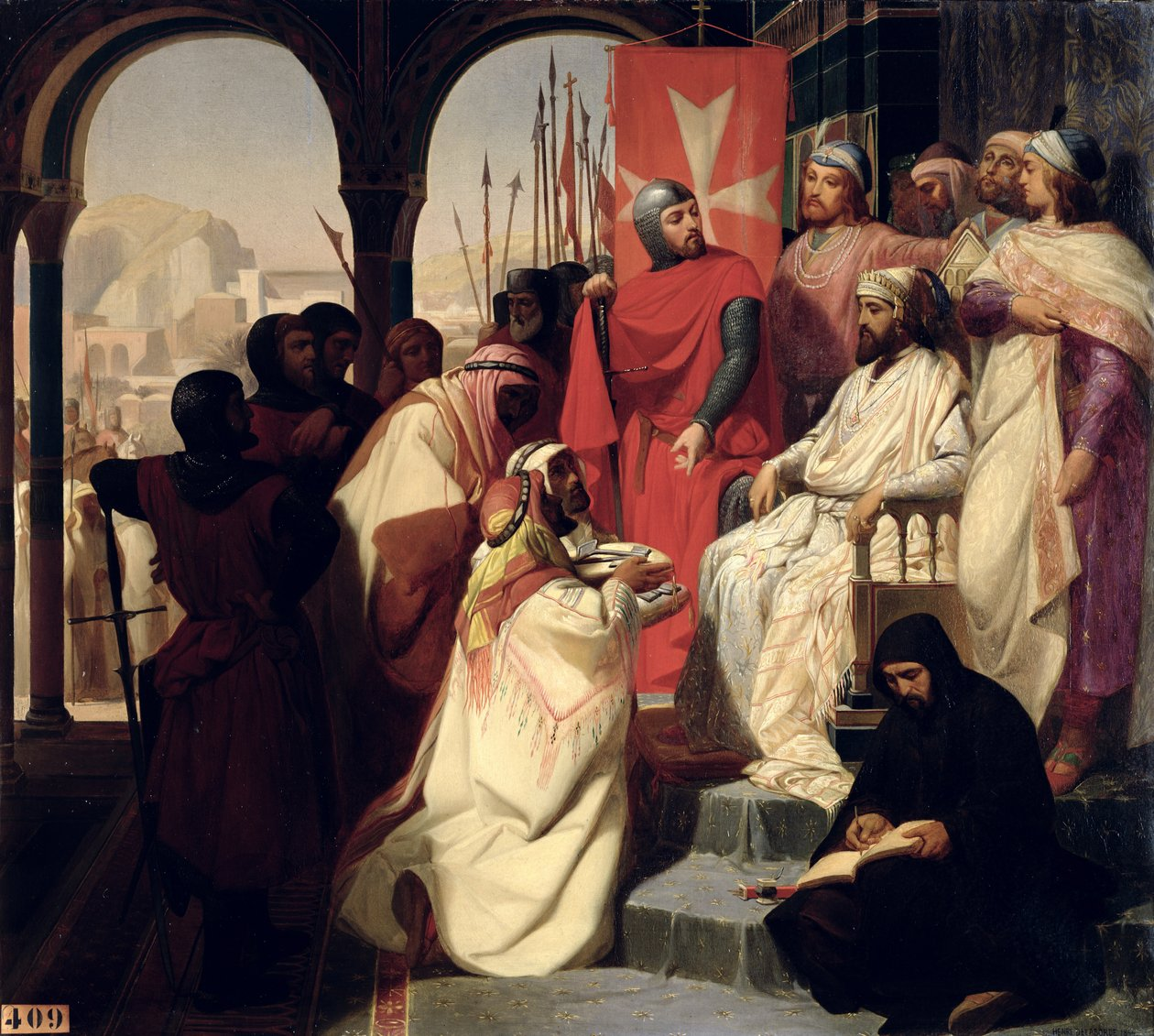
Les chevaliers de Saint-Jean rétablissent la religion en Arménie.

Henri Delaborde, né le 2 mai 1811 à Rennes et mort le 17 mai 1899 à Paris (7e arrondissement), est un conservateur, critique d’art et peintre d’histoire français.

## Biographie

### Années de formation
Second fils du général d’Empire et comte Henri François Delaborde, qui commandait alors le département d’Ille-et-Vilaine, Delaborde fit de brillantes études aux lycées Bourbon et Charlemagne. Précocement doué pour le dessin, il entra, après quelques études de droit rapidement abandonnées, dans l’atelier de Paul Delaroche. Après 5 ans d’études, il se rendit en Italie en 1834, 1839 et de 1842 à 1845, pour étudier les peintres florentins du Quattrocento.

### Carrière artistique
À partir de 1836, il envoya des peintures religieuses et historiques au salon de Paris et exposa un certain nombre de tableaux d’histoire et de paysages. Il a obtenu une 2e médaille en 1837 pour sa Conversion de saint Augustin, une 1re en 1847 pour son Christ au jardin des oliviers. Son œuvre la plus importante est les décorations murales qu’il exécuta de 1844 à 1859 dans la chapelle des fonts baptismaux et celle des morts de l’église Sainte-Clotilde à Paris. Ses principales toiles ont été gravées et lithographiées.

### Historien de l'art
Contraint d’abandonner la peinture à la suite d’une grave maladie, il se consacra dès lors à l’histoire de l’art, publiant dès 1850, des articles dans la Revue des deux Mondes et la Gazette des beaux-arts, qui lui valurent quelques sarcasmes de la part des frères Goncourt. Il clame alors l'existence d'une école française de peinture, remontant au-delà du Grand Siècle de Louis XIV, et qui figurerait une continuité dans l'histoire de l'art français : cette école française serait supérieure à ses voisines. Par ailleurs, il révèle dans la Gazette des beaux-arts du 1er mars 1869 sa découverte de deux gravures sur métal dont l'analyse donne une datation ne pouvant pas dépasser 1406, ce qui, à l'époque, en fait les estampes les plus anciennes connues.

### Conservateur et académicien
Nommé conservateur-adjoint du Département des Estampes de la Bibliothèque impériale en 1855, puis conservateur en chef en 1858, il y resta trente ans, et devint l’administrateur général durant les années 1870-1871. Lorsque Napoléon III envisagea de transférer les estampes au Louvre, Delaborde le convainquit de n’en rien faire. Le 23 février 1860, envisageant, après la mort de Mercey, la création d’un Ministère des Beaux-Arts, Napoléon III offrit le poste à Delaborde qui le refusa.
Entré comme membre libre à l’Académie des Beaux-Arts en 1868, il en devint le secrétaire perpétuel de 1874 à 1898. Il avait, au milieu de ces occupations, poursuivi ses travaux personnels, en collaborant notamment à l’Histoire des peintres de toutes les écoles de Charles Blanc (1861-76), en éditant les Lettres et pensées d’Hippolyte Flandrin (1865), en publiant de nombreux ouvrages comme Ingres, sa vie, ses travaux, sa doctrine (1870) ou La Gravure en Italie avant Marc-Antoine (1883).

## Hommage et distinctions
Il est le père de l’historien Henri François Delaborde.
Il fut vicomte puis comte. Chevalier de la Légion d’honneur en 1860, il passa commandeur le 14 juillet 1893.

## Œuvres

### Œuvres picturales

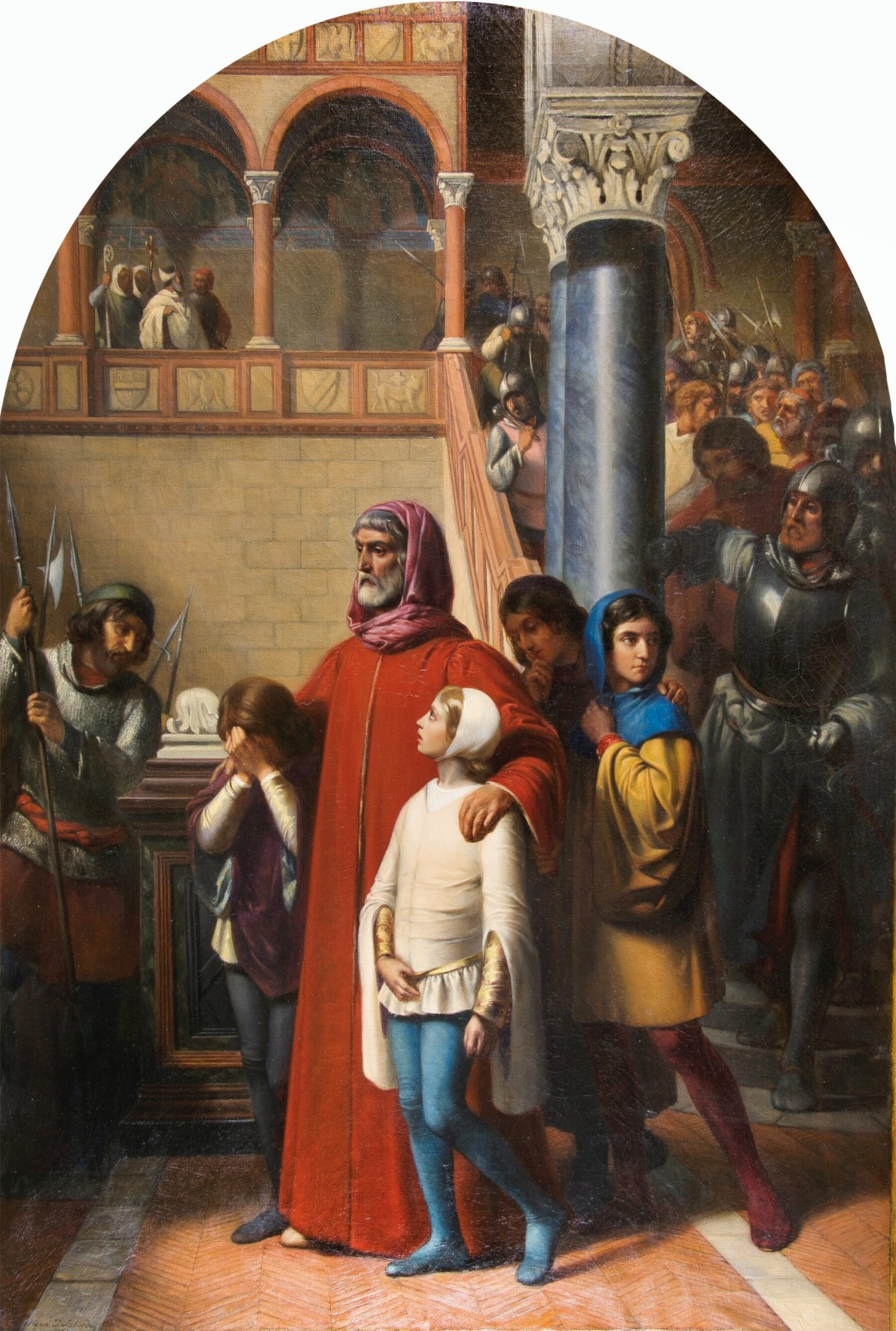
L'Arrestation du comte Ugolin, 1837, exposé au Salon de 1838

- Agar dans le désert, 1835 (exposé au Salon de 1836), huile sur toile, Dijon ; musée des beaux-arts.
- La Conversion de saint Augustin, 1837, acquis par l’État.
- L’Arrestation du comte Ugolin, 1838.
- La Mort de sainte Monique, mère de saint Augustin, 1838.
- Alexandre de Médicis, souverain de Florence (1510-1537), peinture d’après Giorgio Vasari, 2e quart du XIXe siècle, Versailles ; musée national des châteaux de Versailles et de Trianon.
- Cosme de Médicis, Gonfalonier de Florence (1389-1464), peinture d’après Jacopo Carrucci, 2e quart du XIXe siècle, Versailles ; musée national des châteaux de Versailles et de Trianon ; aile nord des ministres.
- Elisabeth Farnese, reine d’Espagne (1692-1766), peinture d’après Jacinto, 2e quart du XIXe siècle, Versailles ; musée national des châteaux de Versailles et de Trianon.
- Jean de Médicis, dit Jean Des Bandes noires (1498-1526), peinture d’après Tiziano Vecellio, 2e quart du XIXe siècle, Versailles ; musée national des châteaux de Versailles et de Trianon.
- Laurent Ier de Médicis, chef de la République Florentine (1448-1492), peinture d’après Giorgio Vasari, 2e quart du XIXe siècle, Versailles ; musée national des châteaux de Versailles et de Trianon.
- Prise de Damiette.1219, peinture, 1841, Versailles ; musée national des châteaux de Versailles et de Trianon.
- Offrande à Hygie, &!'& (exposé au Salon de 1842) huile sur toile, Dijon ; musée des beaux-arts.
- Les Chevaliers de Saint-Jean rétablissent la religion en Arménie. 1347, peinture, 1845, Versailles ; musée national des châteaux de Versailles et de Trianon.
- Dante à la Verna, peinture, 1847, palais de Saint-Cloud.
- Le Christ au Jardin des Oliviers, peinture, 1848, Amiens, Musée de Picardie (conservé dans la cathédrale Notre-Dame d'Amiens jusque 1918)[9].
- Le Christ acceptant son supplice, peinture, 1848, Mâcon, musée des Ursulines.
- Jésus ressuscité apparaissant à sainte Marie-Madeleine, 1849, Cathédrale Notre-Dame d'Amiens, chapelle Saint-Sauve.
- La commémoration des morts, 1854, huile sur toile, 167 x 227 cm, musée des Beaux-Arts d'Orléans[10].

### Publications
- La Photographie et la Gravure, Paris, [s.n.], 1856.
- Études sur les beaux-arts en France et en Italie, Paris, Jules Renouard, 1864, 485 p.
- Lettres et pensées d’Hippolyte Flandrin, accompagnées de notes et précédées d’une notice biographique et d’un catalogue des œuvres du maitre, Paris, Henri Plon, 1865.
- Ingres, sa vie, ses travaux, sa doctrine, d’après les notes manuscrites et les lettres du maitre, Paris, Henri Plon, 1870.
- Gérard Édelinck, Paris, Librairie de l’Art, 1886.
- Mélanges sur l’art contemporain, Paris, Jules Renouard, 1866.
- La Gravure : précis élémentaire de ses origines, de ses procédés et de son histoire, Paris, Albert Quantin, 1882  (lire en ligne).
- La Gravure en Italie avant Marc-Antoine : (1452-1505), Paris, J. Rouam, 1883, 287 p. (BNF 30311667).
- Marc Antoine Raimondi ; étude historique et critique suivie d’un catalogue raisonné des œuvres du maitre, Paris, Librairie de l’Art, 1888.
- Les Maitres florentins du XVe siècle, Paris, E. Plon, Nourrit, 1889.
- L’Académie des Beaux-Arts depuis la fondation de l’Institut de France, Paris, E. Plon, Nourrit, 1891.
- Notice sur la vie et les travaux de M. Robert-Fleury, Institut de France, Académie des beaux-arts, 31 octobre 1891.